# Gråkindad grönduva
Gråkindad grönduva (Treron griseicauda) är en fågel i familjen duvor inom ordningen duvfåglar.

## Utseende och läte
Gråkindad grönduva är en knubbig duva med kraftig vit näbb, silvergrå hjässa och nästan komiska limegröna ringar runt ögonen. Hanen har mörkt rödbrunt på rygg och skuldror, vilket honan saknar. Honan kan förväxlas med hona gråhättad grönduva och orangebröstad grönduva, men särskiljande är den grå hjässan, gröna "glasögonen" och bjärt gröngula inslag i vingen. Lätet är bland annat ett utdraget och darrande kutter.

## Utbredning och systematik
Gråkindad grönduva delas in i fyra till fem underarter med följande utbredning:
- T. g. sangirensis – Talaudöarna och Sangihe
- T. g. wallacei – Sulawesi, Banggaiöarna och Sulaöarna
- T. g. vordermani – Kangeanöarna (Javasjön)
- T. g. pallidior – öarna Kalao, Kalaotoa och Tanahjampea mellan Sulawesi och Flores; inkluderas ofta i wallacei[3]
- T. g. griseicauda – Java och Bali

## Levnadssätt
Gråkindad grönduva hittas i olika skogstyper från låglänta områden till lägre bergstrakter. Den ses ofta i par, men kan samlas i stora flockar vid fruktbärande träd.

## Status
Arten har ett stort utbredningsområde och beståndet anses stabilt. Internationella naturvårdsunionen IUCN listar den därför som livskraftig (LC).

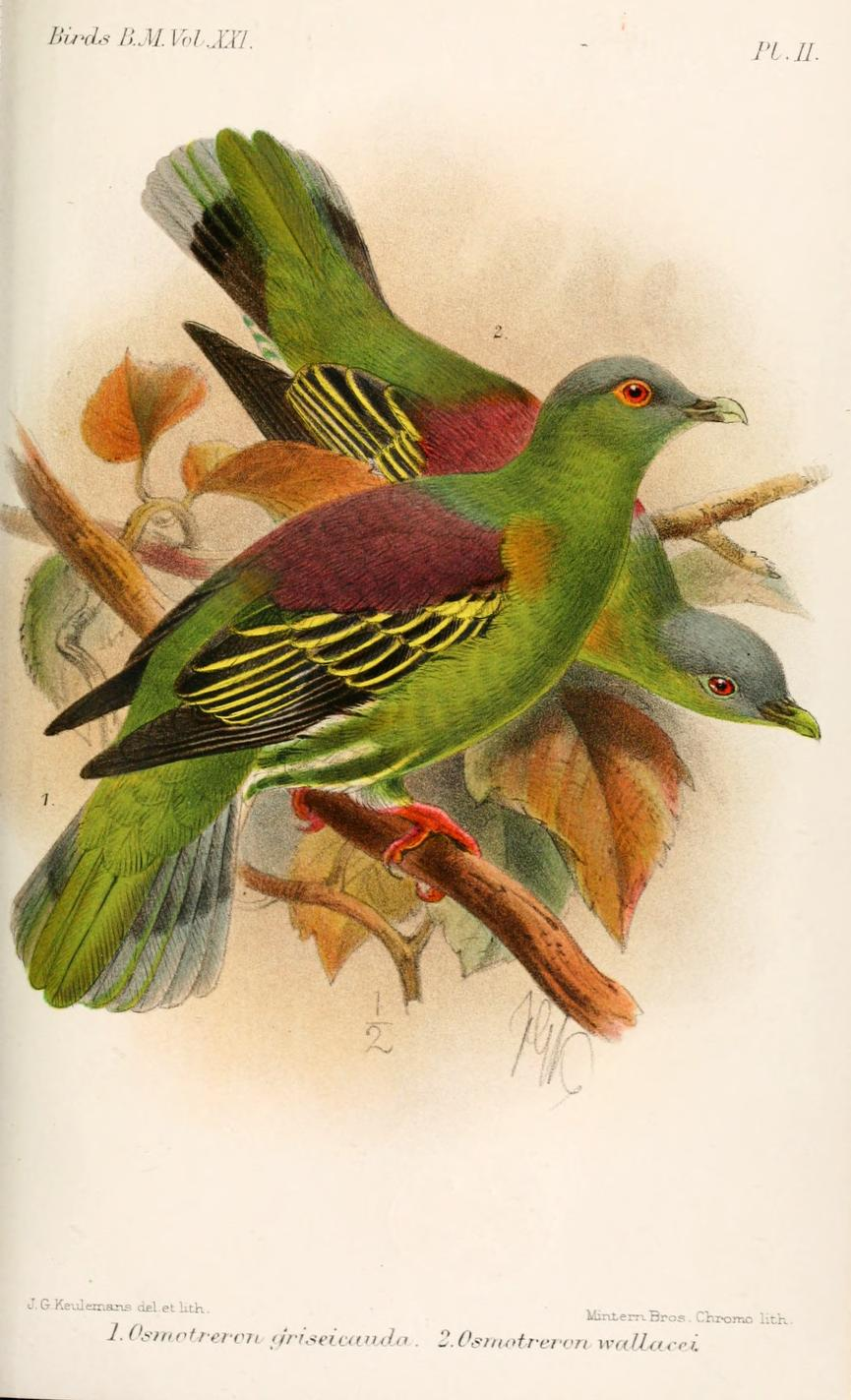